# وينسيليتو أندانار
وينسيليتو أندانار (2 ديسمبر 1947 - 22 أبريل 2021) محامي وسياسي من الفلبين شغل منصب الضابط المسؤول وحاكم سوريجاو ديل نورتي من عام 1986 إلى عام 1988. كما شغل منصب رئيس مجلس إدارة شركة جوز الهند الفلبينية من 1982 إلى 1992، ومساعدًا رئاسيًا أثناء إدارة كوري أكينو ووكيل وزارة الداخلية والحكومة المحلية من 2001 إلى 2007. كان آخر منصب حكومي له كمبعوث خاص للرئيس رودريغو دوتيرتي إلى ماليزيا من 2018 حتى وفاته في عام 2021.
تم تعيين أندانار رئيسًا لسلطة جوز الهند الفلبينية في عام 1982. وفي عام 1986 بعد ثورة سلطة الشعب عينه الرئيس كوري أكينو ليكون حاكم لولاية سوريجاو ديل نورتي حتى الانتخابات المحلية لعام 1988. من عام 1989 إلى عام 1992 عمل كمساعد رئاسي تحت إدارة كوري أكينو. ترشح لعضوية مجلس الشيوخ عام 1992 لكنه خسر مما جعله في المركز 48 في السباق.
في عام 2001 تم تعيينه من قبل الرئيسة جلوريا ماكاباغال أرويو في وزارة الداخلية والحكومة المحلية كوكيل وزارة للسلام والنظام. في تعديل وزاري في عام 2006 أصبح القائم بأعمال وزير الداخلية والحكومة المحلية قبل تعيين رونالدو بونو. في وقت لاحق أصبح نائب سكرتير التحالف بين التحالف القومي المتحد وحزب الشعب الديمقراطي لبان.
في عام 2016 تم سحب قضية ضد أندانار من قبل أمين المظالم. نشأت القضية من إخفاق أندانار المزعوم في الإعلان عن ملكية في بيان الأصول والخصوم والقيمة الصافية لعامي 2004 و2005، لكن المدعين العامين استنتجوا أن هذا كان مجرد خطأ في ملكية العقار.
في عام 2018 عين الرئيس دوتيرتي أندانار مبعوثًا خاصًا له إلى ماليزيا. أعيد تعيينه عام 2019. خلال الفترة التي قضاها كمبعوث خاص ساعد في ربط بانجسامورو بالأسواق الدولية وكان نشطًا في جهود إعادة الفلبينيين المغتربين في ماليزيا إلى الوطن خلال جائحة كوفيد 19.
كان أندانار والد سكرتير مكتب عمليات الاتصالات الرئاسية مارتن أندانار. توفي صباح يوم 22 أبريل 2021 بسبب سرطان الكبد.